# Mythologie micronésienne
La mythologie micronésienne comprend les systèmes de croyances traditionnels des peuples de Micronésie. Il n’existe pas de système de croyance unique dans les îles de Micronésie, car chaque région insulaire possède ses propres êtres mythologiques.

## Région
La Micronésie est une région du sud-ouest de l'océan Pacifique, connue sous le nom d'Océanie. Il existe plusieurs groupes d'îles, notamment les îles Carolines, les îles Marshall, les îles Mariannes et les îles Gilbert. Les croyances traditionnelles ont décliné et changé avec l’arrivée des Européens, qui s’est accentuée après les années 1520. De plus, le contact avec les cultures européennes a entraîné des changements dans les mythes et légendes locaux

## Mythologie des États fédérés de Micronésie
Anagumang était un navigateur yapais (probablement légendaire) qui dirigea une expédition en radeaux et en canoës il y a plus d'un demi-siècle. Au cours de cette expédition, il découvre les îles de Palaos, où lui et ses hommes voient pour la première fois du calcaire.
Anulap (en) est un dieu de la magie et de la connaissance dans la mythologie des îles Truk, un groupe d'îles entre Yap et Pohnpei en Micronésie, qui enseigne ces choses à l'humanité. Il est le mari de la déesse créatrice Ligobubfanu, et est peut-être lui-même une divinité créatrice.
Isokelekel (en pohnpei : « noble brillant », « roi merveilleux »), également appelé Idzikolkol, était un héros guerrier semi-mythique de Kosrae qui a conquis les dirigeants Saudeleur de Pohnpei, une île des États fédérés modernes de Micronésie, entre le début du XVIe siècle et le début du XVIIe siècle,. Certaines variantes kosraéennes nomment ce héros Nanparatak, avec des caractéristiques plus proches des contes ulithiens du même archétype. Il est considéré comme le père du Pohnpei moderne. 
Olifat était un dieu fripon dans la mythologie micronésienne. Il était le petit-fils du dieu Anulap (en), le fils du dieu Lugeleng et de la mortelle Tarisso. Celle-ci était la fille de la déesse pieuvre Hit. Lorsque la femme de Lugeleng tenta d'empêcher son union avec Tarisso, Hit dansa de manière si sensuelle que la femme s'évanouit d'excitation et dut être ramenée au ciel, permettant ainsi la conception d'Olifat,.

## Mythologie de Nauru
Areop-Enap a joué un rôle majeur dans la création du monde.

## Mythologie des îles Mariannes
La Maison de Taga (en) est située près du village de San Jose (en), sur l'île de Tinian, dans le commonwealth des îles Mariannes du Nord, un territoire appartenant aujourd'hui aux États-Unis, dans l'archipel des Mariannes. Le site est l'emplacement d'une série de piliers préhistoriques en pierre de latte qui ont été extraits à environ 1 200 m au sud de celui-ci. Il ne reste qu'un seul pilier debout. Le nom est dérivé d'un chef mythologique nommé Taga', qui aurait érigé les piliers comme fondation pour sa propre maison. La légende raconte que le chef Taga' a été assassiné par sa fille et que son esprit est emprisonné dans le seul mégalithe encore debout sur le site.
Gadao (en) est un chef légendaire du village d'Inarajan dans le sud de Guam. Dans la langue chamorro des anciennes îles Mariannes, il aurait eu le titre de maga'lahi en tant qu'homme de haut rang. En plus de figurer dans la légende, il est l'homonyme de la grotte du chef Gadao d'Inarajan contenant d'anciennes peintures rupestres. Certaines histoires prétendent que Gadao lui-même a dessiné les personnages. Deux légendes mettant en vedette le chef Gadao incluent la légende des trois exploits de force et la légende de la bataille entre les chefs.
Selon l'Enciclopedia Universal Ilustrada Europeo-Americana, Sassalagohan est le nom de l'Enfer dans la mythologie des îles Mariannes.

## Mythologie de Kiribati
Auriaria (en) est un chef géant aux cheveux roux qui est tombé amoureux de la belle femme aux cheveux roux, Nei Tituaabine (en), mais ils n'ont pas eu d'enfants. Nei Tituaabine mourut et de sa tombe poussèrent trois arbres : un cocotier de sa tête, un pandanus de ses talons et un amandier de son nombril. Elle est devenue une déesse des arbres.
Kai-n-Tiku-Aba (en) (« arbre aux nombreuses branches ») est un arbre sacré situé à Samoa, qui a poussé sur le dos d'un homme nommé Na Abitu. Koura-Abi, un homme destructeur, l'a brisé. En deuil, le peuple samoan s’est dispersé à travers le monde.
Uekera (en) est un arbre qui atteint les cieux, « l'arbre de la connaissance » dans la légende de Kiribati. On dit qu'il a été planté dans le village de Buariki au nord de Tarawa par Nei Tekanuea. C'est l'inspiration du nom du journal hebdomadaire de Kiribati, Te Uekera.